# Rabatana

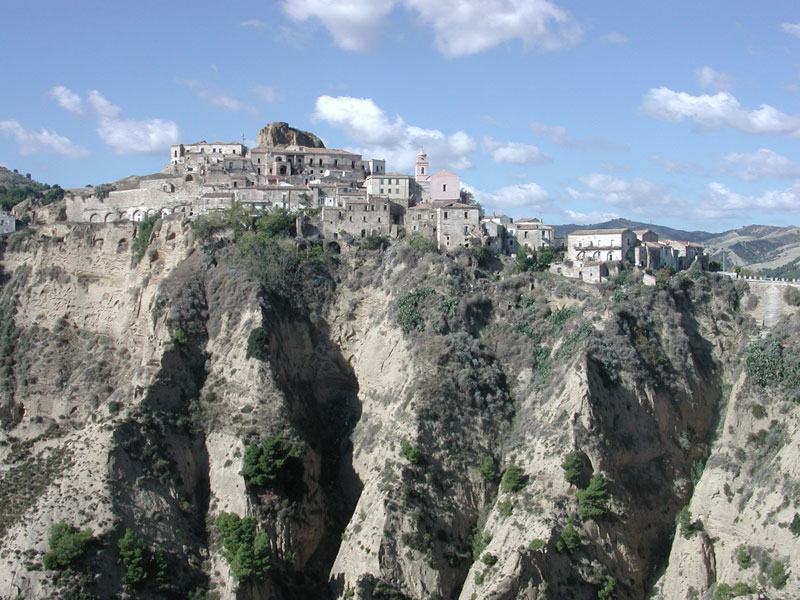
Rabatana

Rabatana è il più antico rione della città di Tursi, in provincia di Matera.
È stato il primo nucleo abitativo di Tursi ed è letteralmente circondato per ogni lato da profondi e inaccessibili burroni.
Intorno alla metà del V secolo i Goti costruirono il Castello, attorno al quale sorsero le prime case in pietra e si costituì il nucleo primordiale di Tursi, che crebbe a seguito dello spopolamento di Anglona (ora frazione di Tursi).
Verso l'anno 850 la zona fu abitata dai Saraceni, che lasciarono profonde tracce nell'architettura e nel dialetto locale. A ricordo dei loro villaggi arabi, i Saraceni denominarono il luogo Rabatana, da Rabat o Rabhàdi o Arabum.
La Rabatana, per l'ottima posizione di difesa, continuò a ingrandirsi anche sotto il dominio bizantino che nell'890 scacciarono i Saraceni.
Fino alla metà del XIX secolo è stato un centro popolato e importante, custode di tradizioni e propulsore di cultura. La Rabatana è diventata meta turistica soprattutto per via del poeta Albino Pierro, che ha fatto della Rabatana la fonte ispiratrice della sua poesia.
Nella Rabatana si possono ripercorrere le stradine dei ruderi del nucleo primordiale e visitare quel che resta delle antiche abitazioni, spesso di un solo vano a pianterreno.

## Luoghi notevoli

### La gradinata della rabatana
| «Cchi ci arrivè a la Ravatène / si nghiànete 'a pitrizze / ca pàrete na schèhe appuntillète / a na timpa sciullète.[...]» (Albino Pierro 'A Ravatène ) | «Per arrivare in Rabatana / si sale la pitrizza (strada irta di pietre) / che sembra una scala addossata / a una timpa (parete argillosa) in rovina.[...]» (Albino Pierro 'A Ravatène ) |

La gradinata che porta in Rabatana è un'ampia e ripida strada che si estende sui burroni per oltre 200 metri di lunghezza. Chiamata in dialetto petrizze, poggia su un costone di timpa e all'origine era un selciato a gradini di pietre calcari.
Carlo I Doria Del Carretto, nipote di Andrea Doria, duca di Tursi, nel 1600 fece costruire la strada a proprie spese al posto di un pericoloso viottolo, con lo stesso numero di gradini di un suo Palazzo a Genova che in seguito denominò Palazzo Tursi.

### Il Piccicarello
Il Piccicarello spicca inconfondibile alla base del castello, nei pressi della "petrizze" che conduce alla Rabatana.
È costituito da un lembo di terra che dalla timpa del Castello si protende verso mezzogiorno. La timpa sporge sul fosso di San Francesco, circondato da precipizi. Nei tempi antichi consentiva la coltivazione di ortaggi e frutti vari.
Il nome deriva dal proprietario del terreno, Francesco Donnaperna detto "Ciccarello".

### La chiesa collegiata di Santa Maria Maggiore

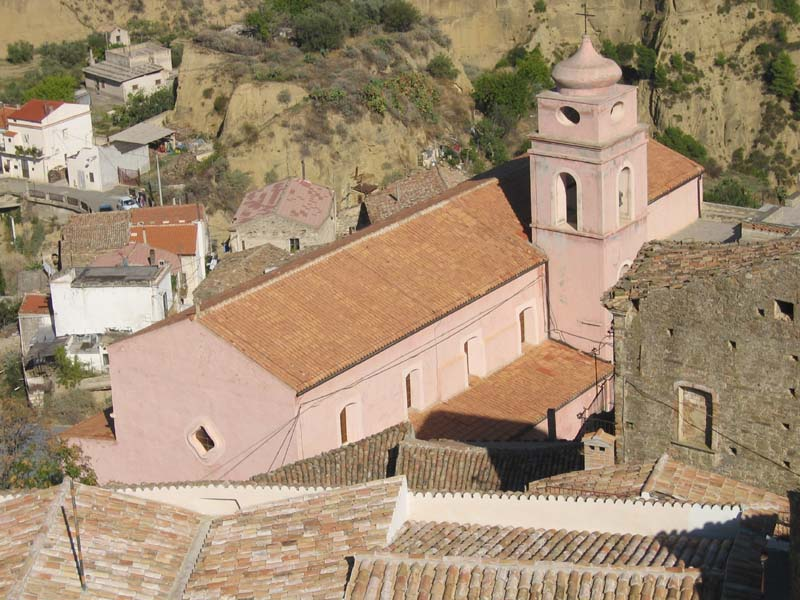
Chiesa di Santa Maria Maggiore

La chiesa di Santa Maria Maggiore in Rabatana risale al X - XI secolo e, siccome nel corso dei secoli ha subito diversi interventi, ormai ha perso il suo originario stile, conservando soltanto la facciata quattrocentesca, mentre il resto della chiesa è stata rifatto in stile barocco nella prima metà del XVIII secolo.

### Il castello

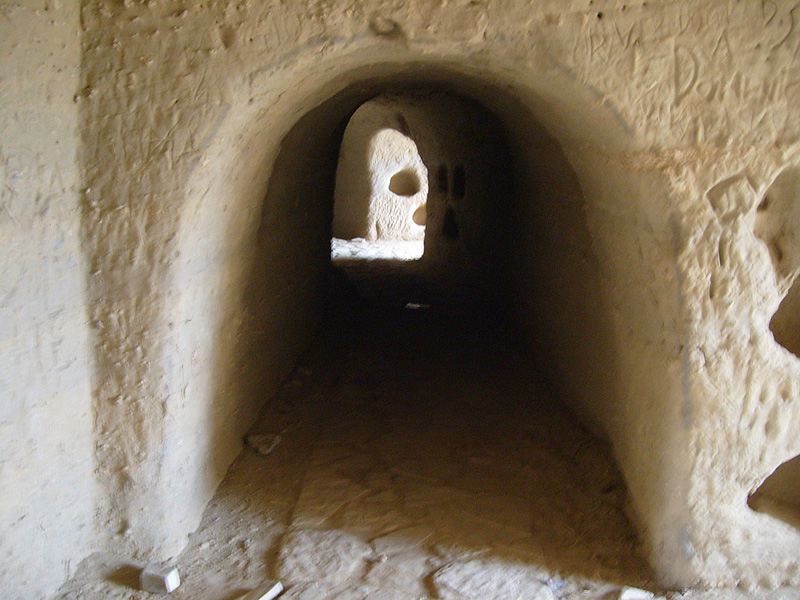
Sotterranei del castello gotico

Da piazza Maria SS. di Anglona, a 346 metri di altezza, si scorgono i resti dell'antico castello costruito dai Goti, nel V secolo, per difesa del territorio: alcune parti del castello e i cunicoli sotterranei sono rimasti intatti.
I recenti scavi nei pressi del castello hanno messo alla luce scheletri, tombe, monete, frammenti di anfore e palle ogivali di piombo recanti la scritte EYHfIDA (greca) e APNIA (latina), usate, probabilmente, come pesi dei martiobarbuli, frecce molto usate nel mondo antico, da greci e romani in primis.
Da atti del 1553, tra la città di Tursi e il marchese Galeazzo Pinelli, si rileva che il castello era abitato fino al XVI secolo. Era costituito da due piani e due torri. Alcune stampe lo riportano di forma quadrangolare con torri nei quattro angoli.
Il castello aveva una superficie di oltre 5000 metri quadrati, misurando 200 palmi di larghezza e 400 palmi di lunghezza, e dentro le mura di cinta erano compresi un giardino, cantine, cisterne e comode abitazioni per i baroni. L'ingresso era regolato da un ponte levatoio.
Dimora di signori, principi e marchesi, durante i periodi di guerra diventava una fortezza. Per tradizione si crede all'esistenza di un cunicolo tra la chiesa di Santa Maria Maggiore e il suddetto castello, che nei tempi antichi consentiva ai Signori di recarsi indisturbati in chiesa.